# 室木弥八郎

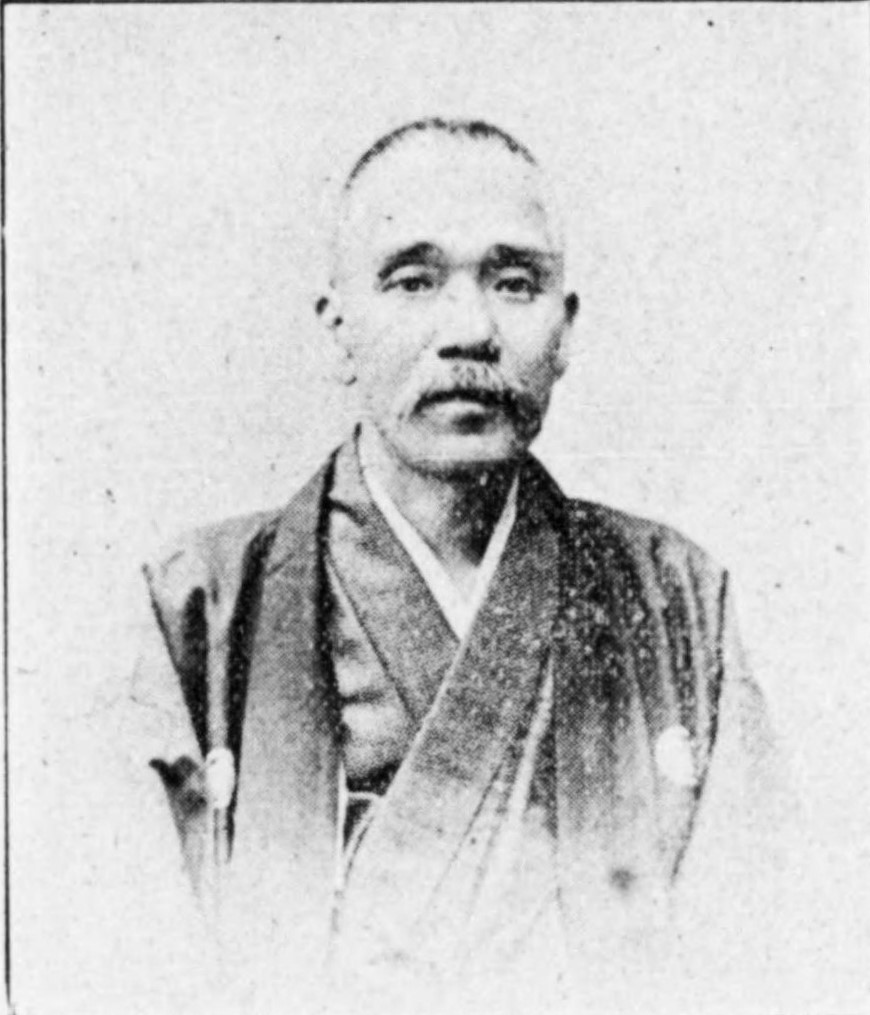
室木弥八郎

室木 弥八郎（彌八郎、むろき やはちろう、1853年4月10日（嘉永6年3月3日） - 1903年（明治36年）2月8日）は、日本の政治家、衆議院議員（1期）。

## 経歴
石川県出身。農業を営み、庄屋、戸長、西岸村(のち中島町、現・七尾市)会議員、鹿島郡会議員、石川県会議員、所得税調査委員、勧業諮問会員、地方森林会議員、宝達軌道(株)、七尾共成(資)各社長、熊木銀行頭取、能登銀行取締役、国分銀行監査役となる。
1902年の第7回衆議院議員総選挙において石川県郡部から立憲政友会公認で立候補して当選した。衆議院議員を1期務め、同年暮れに衆議院が解散、選挙中の1903年2月に死去した。